# 1794 en Lorraine
Chronologie de la Lorraine
- 1790
- 1791
- 1792
- 1793
- 1794
- 1795
- 1796
- 1797
- 1798

Cette page est une liste d'événements qui se sont produits durant l'année 1794 en Lorraine.

## Événements
- Pour permettre la fabrication de canons, « un arrêté du 4 germinal An II met en réquisition les cordes et les cloches des églises, ne laissant dans chaque commune qu'une cloche, la cloche civique. »[1].
- Après une phase de déchristianisation, le culte catholique refait surface, notamment à Metz dans les églises Sainte-Ségolène et Saint-Martin[2].

- 4 février : décret du 16 pluviôse an II (4 février 1794) qui abolit l'esclavage. Les esclaves affranchis deviennent des citoyens français. L'Abbé Grégoire, curé d'Emberménil est un des leaders du courant abolitionniste[3].
- 25 août : 33 habitants de Verdun sont exécutés à Paris. Ils étaient accusés de s'être compromis lors de l'avancée des troupes prussiennes[4].

### Presse écrite
- Parution pendant quelques mois (35 numéros) de Journal républicain du département de la Meurthe[5].

## Naissances

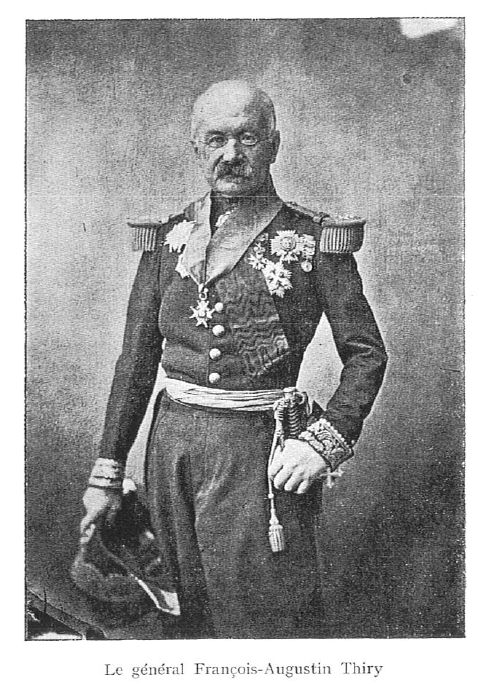
François-Augustin Thiry

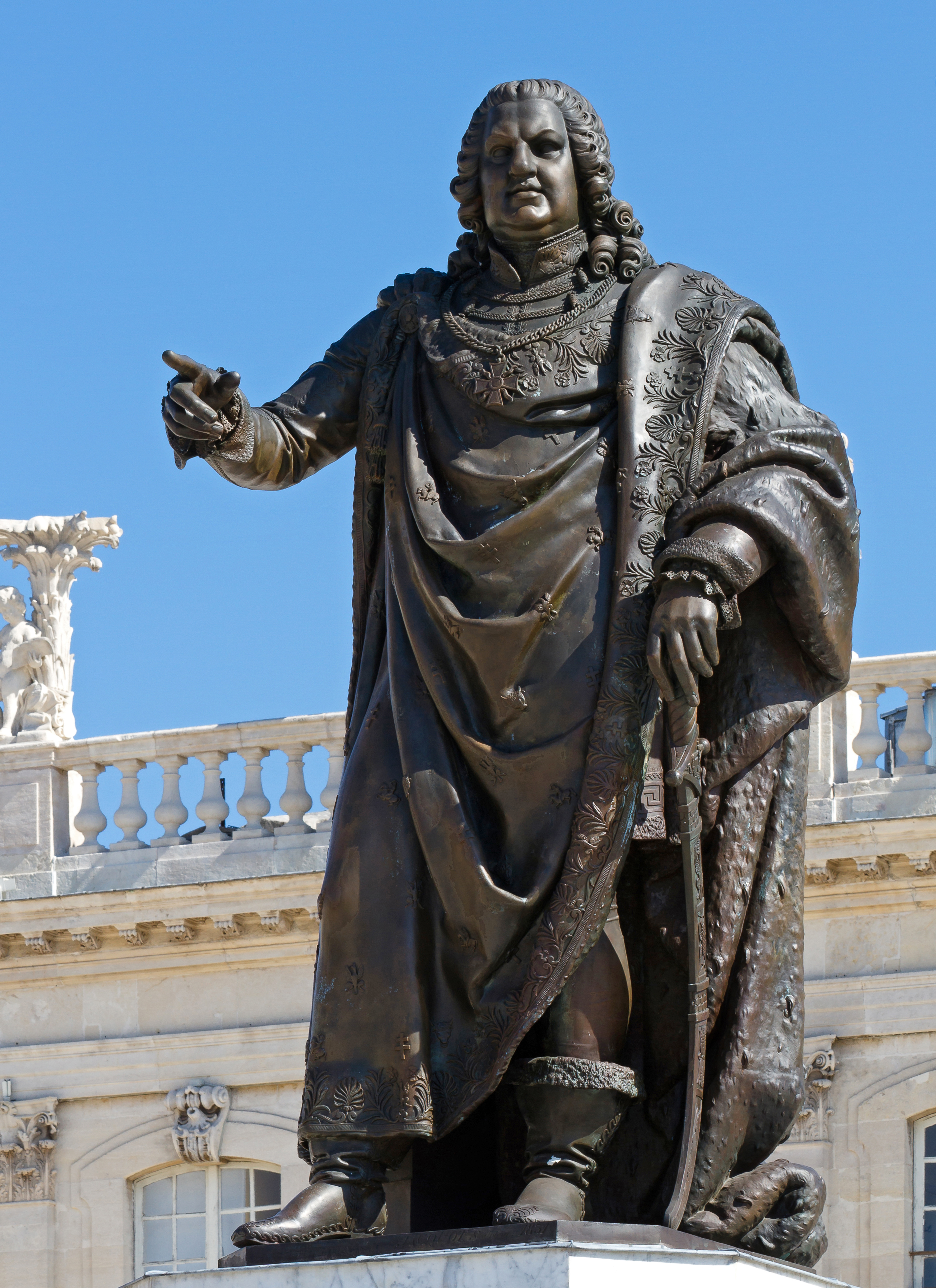
Statue de Stanislas Leszczyński sur la place Stanislas de Nancy par Georges Jacquot.

- 5 février à Metz : Narcisse Parant[6], décédé  à Paris le 4 mars 1842, homme politique français.
- 15 février :
  - à Darney : Marie-Stanislas-Hector Bresson, mort à  Paris), haut fonctionnaire et homme politique français.
  - à Nancy : Georges Jacquot, mort à Paris le 25 novembre 1874, sculpteur français.
- 24 février à Nancy : François Augustin, baron Thiry, mort à Nancy le 18 décembre 1875, général et homme politique français.
- 16 juillet à Metz : Charles-Narcisse Oulif, décédé à Paris le 4 mars 1867[7], avocat français. Auteur de plusieurs ouvrages juridiques, il fut professeur de Droit à l'Université libre de Bruxelles dès sa fondation en 1834.
- 31 octobre à Dieue-sur-Meuse : Alexandre Simonot, homme politique français  décédé le 3 novembre 1874 à Verdun

## Décès
- 30 mars à Metz : Louis Jean François de Chérisey (1722-1794), général français[8] du règne de Louis XVI.
- 20 juin : Jean-Baptiste Salle, né à Vézelise le 28 novembre 1759, est un homme politique français, député aux États généraux de 1789, à l'Assemblée constituante et à la Convention nationale, proscrit et condamné à mort comme Girondin.
- 10 novembre à Lagarde (alors en Meurthe) : Nicolas-Louis Crousse, homme politique français né le 29 octobre 1747 à Dieuze (duché de Lorraine).